# Trzydziestu Sześciu Średniowiecznych Mistrzów Poezji
Trzydziestu Sześciu Średniowiecznych Mistrzów Poezji (jap. 中古三十六歌仙 Chūko Sanjūrokkasen) – grupa trzydziestu sześciu japońskich poetów tworzących w okresie Heian, wybrana przez Fujiwarę no Motoshiego.

## Trzydziestu Sześciu Średniowiecznych Mistrzów Poezji
| N°. | Poeta                                    | Lata życia                          | Uwagi                                                   | Portret | Źródło      |
| --- | ---------------------------------------- | ----------------------------------- | ------------------------------------------------------- | ------- | ----------- |
| 1   | Izumi Shikibu (jap. 和泉式部)            | ur. około 975, zm. około 1027       | Zaliczana także do Trzydziestu Sześciu Mistrzyń Poezji. |         | [ 1 ] [ 2 ] |
| 2   | Sagami (jap. 相模)                       | ur. pom. 991 a 1003, zm. około 1061 | Zaliczana także do Trzydziestu Sześciu Mistrzyń Poezji. |         | [ 1 ] [ 2 ] |
| 3   | Egyō-hōshi (jap. 恵慶法師)               |                                     |                                                         |         | [ 1 ]       |
| 4   | Akazome Emon (jap. 赤染衛門)             | ur. około 957, zm. około 1041       | Zaliczana także do Trzydziestu Sześciu Mistrzyń Poezji. |         | [ 1 ] [ 2 ] |
| 5   | Tachibana no Nagayasu (jap. 橘永愷)      |                                     |                                                         |         | [ 1 ]       |
| 6   | Ise no taifu (jap. 伊勢大輔)             | zm. po 1060                         | Zaliczana także do Trzydziestu Sześciu Mistrzyń Poezji. |         | [ 1 ]       |
| 7   | Sone no Yoshitada (jap. 曾禰好忠)        |                                     |                                                         |         | [ 1 ]       |
| 8   | Dōmyō (jap. 道命)                        |                                     |                                                         |         | [ 1 ]       |
| 9   | Fujiwara no Sanekata (jap. 藤原実方)     |                                     |                                                         |         | [ 1 ]       |
| 10  | Fujiwara no Michinobu (jap. 藤原道信)    |                                     |                                                         |         | [ 1 ]       |
| 11  | Taira no Sadafumi (jap. 平貞文)          |                                     |                                                         |         | [ 1 ]       |
| 12  | Kiyohara no Fukayabu (jap. 清原 深養父)  |                                     |                                                         |         | [ 1 ]       |
| 13  | Ōe no Yoshitoki (jap. 大江嘉言)          |                                     |                                                         |         | [ 1 ]       |
| 14  | Minamoto no Michinari (jap. 源道済)      |                                     |                                                         |         | [ 1 ]       |
| 15  | Fujiwara no Michimasa (jap. 藤原道雅)    |                                     |                                                         |         | [ 1 ]       |
| 16  | Zōki-hōshi (jap. 増基法師)               |                                     |                                                         |         | [ 1 ]       |
| 17  | Ariwara no Motokata (jap. 在原元方)      | ur. 888, zm. 953                    |                                                         |         | [ 1 ]       |
| 18  | Ōe no Chisato (jap. 大江千里)            |                                     |                                                         |         | [ 1 ]       |
| 19  | Fujiwara no Kintō (jap. 待賢門院堀河)    | zm. po 1142                         |                                                         |         | [ 1 ]       |
| 20  | Ōnakatomi no Sukechika (jap. 大中臣輔親) |                                     |                                                         |         | [ 1 ]       |
| 21  | Fujiwara no Takatō (jap. 藤原高遠)       |                                     |                                                         |         | [ 1 ]       |
| 22  | Uma no naishi (jap. 馬内侍)              | zm. po 986                          |                                                         |         | [ 1 ] [ 2 ] |
| 23  | Fujiwara no Yoshitaka (jap. 藤原義孝)    |                                     |                                                         |         | [ 1 ]       |
| 24  | Murasaki Shikibu (jap. 紫 式部)          | ur. około 973–975, zm. około 1014   | Zaliczana także do Trzydziestu Sześciu Mistrzyń Poezji. |         | [ 1 ] [ 2 ] |
| 25  | Michitsuna no haha (jap. 道綱母)         | ur. około 937, zm. około 995        | Zaliczana także do Trzydziestu Sześciu Mistrzyń Poezji. |         | [ 1 ] [ 2 ] |
| 26  | Fujiwara no Nagayoshi (jap. 藤原長能)    |                                     |                                                         |         | [ 1 ]       |
| 27  | Fujiwara no Sadayori (jap. 藤原定頼)     |                                     |                                                         |         | [ 1 ]       |
| 28  | Jōtō-mon-in no Chūjō (jap. 上東門院中将) |                                     |                                                         |         | [ 1 ]       |
| 29  | Kanemi no ōkimi (jap. 兼覧王)            |                                     |                                                         |         | [ 1 ]       |
| 30  | Ariwara no Muneyana (jap. 在原棟梁)      | zm. 898                             |                                                         |         | [ 1 ]       |
| 31  | Fun’ya no Yasuhide (jap. 文屋康秀)       | zm. ok. 885                         | Zaliczany także do Sześciu Mistrzów Poezji.             |         | [ 1 ] [ 3 ] |
| 32  | Fujiwara no Tadafusa (jap. 藤原忠房)     |                                     |                                                         |         | [ 1 ]       |
| 33  | Sugawara no Sukeaki (jap. 菅原輔昭)      |                                     |                                                         |         | [ 1 ]       |
| 34  | Ōe no Masahira (jap. 大江匡衡)           |                                     |                                                         |         | [ 1 ]       |
| 35  | Anpō (jap. 安法)                         |                                     |                                                         |         | [ 1 ]       |
| 36  | Sei Shōnagon (jap. 清少納言)             | ur. około 965, zm. około 1024       | Zaliczana także do Trzydziestu Sześciu Mistrzyń Poezji. |         | [ 1 ] [ 2 ] |